# Домброва Гурнича
Домбро̀ва Гурнѝча (на полски: Dąbrowa Górnicza) е град в Южна Полша, Силезко войводство. Административно е обособен в отделен окръг с площ 188,73 км2.

## География
Градът се намира в историческата област Малополша. Част е от Горносилезката метрополия.

## Население
Според данни от полската Централна статистическа служба, към 1 януари 2014 г. населението на града възлиза на 123 994 души. Гъстотата е 657 души/км2.

## Фотогалерия
- Заглембски дворец на куртурата
- Градската библиотека
- Базилика
- Парк „Жельона“